# Catasetum lucasianum
Catasetum lucasianum är en orkidéart som beskrevs av Lou Christian Menezes och Vitorino Paiva Castro. Catasetum lucasianum ingår i släktet Catasetum och familjen orkidéer. Inga underarter finns listade i Catalogue of Life.